# هانس مولر (سياسي نرويجي)
هانس مولر (بالنرويجية البوكمول: Hans Møller)‏ هو سياسي نرويجي، ولد في 4 يوليو 1830 في Gjerpen ‏ في النرويج، وتوفي في 1911. انتخب عمدة بورشغرون وانتخب عضو برلمان النرويج ‏.